# قصعين أجرد
قصعين أجرد (الاسم العلمي:Salvia glabra) هو نوع من النباتات يتبع جنس القصعين من الفصيلة الشفوية.